# 케리 응
케리 응(Carey Ng, 1988년 11월 29일 ~ )은 말레이시아의 모델이다. 2013년 미스 말레이시아 우승자이며 2013년 미스 유니버스에서 말레이시아 대표로 참가했다.